# Hyposcada olerioides
Hyposcada olerioides is een vlinder uit de familie Nymphalidae. De wetenschappelijke naam van de soort is voor het eerst geldig gepubliceerd in 1952 door Ferreira d'Almeida.